# Шостек
Шостек (пол. Szostek) — село в Польщі, у гміні Водине Седлецького повіту Мазовецького воєводства.
Населення — 144 особи (2011).
У 1975—1998 роках село належало до Седлецького воєводства.

## Демографія
Демографічна структура станом на 31 березня 2011 року:
|          | Загалом | Допрацездатний вік | Працездатний вік | Постпрацездатний вік |
| -------- | ------- | ------------------ | ---------------- | -------------------- |
| Чоловіки | 74      | 15                 | 49               | 10                   |
| Жінки    | 70      | 18                 | 39               | 13                   |
| Разом    | 144     | 33                 | 88               | 23                   |